# 中空彈

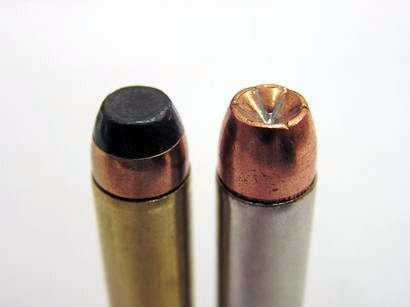
左：.357麥格農平軟頭型（flat-nosed softpoint）子彈；右：.357麥格農空尖彈（HP；Hollow Point），我們可以看到彈頭鈍形外緣一共有6個刻痕以加速彈頭變形擴張效率。

空尖弹（英文：JHP - Jacketed Hollow Points）或被甲空尖弹，顧名思義是彈頭尖端中空的子彈，在彈頭種類上屬於擴張型彈頭。

## 沿革與設計原理
自從俗称“达姆弹”的被甲软尖彈（JSP - Jacketed Soft Point）研發成功後不久，全金屬被甲空尖弹（JHP - Jacketed Hollow Point）彈頭就在倫敦東南近郊的烏立之兵工廠開發出來。這種彈頭外觀有兩種：
- 一種如右上圖中右邊的.357空尖彈，這是原始的設計與外觀，尤其為了增加彈頭擴張與變形效率，往往製造廠會在像碗一樣的彈頭邊緣增加刻痕。因此當彈頭撞擊到目標時，目標的密度就會形成阻力，與彈頭的動能相抗衡成為反作用力，而刻痕就是無法承受反作用力的部位而優先被反作用力擴大，刻痕就會引領反作用力將彈頭進行破裂、變形以及擴張，破裂的碎片會隨同彈頭自轉成爆炸性放射，將皮膚與肌肉撕扯開來，造成大量淺層出血。

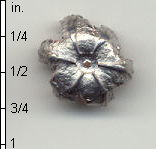
擴張後的124格令9毫米空尖彈彈頭

- 另外一種與全金屬被甲彈相似，也就是彈尖具有銅質外壳，但是內部完全中空以減少空氣阻力；也就是說這種彈頭能夠維持較高的初速與較遠的射程不過仍然具備比達姆彈還要好的「立即喪失行動能力」（immediate incapacitation）。由於內部中空的關係，前方的包銅會在撞擊目標物時，會比鉛還要快形成變形，加上彈頭尾端的覆銅包裹封鉛的擠壓導致彈頭急速擴張，亦即假設9mm口徑的空尖彈在擊中目標或物體後會形成一個直徑大約18mm~21mm不等的扁平物體，相對來說被擊中的目標物尤其是人體就等同被18mm~21mm不等的扁平物體撞擊而非遭到9mm口徑彈頭完全的貫穿。

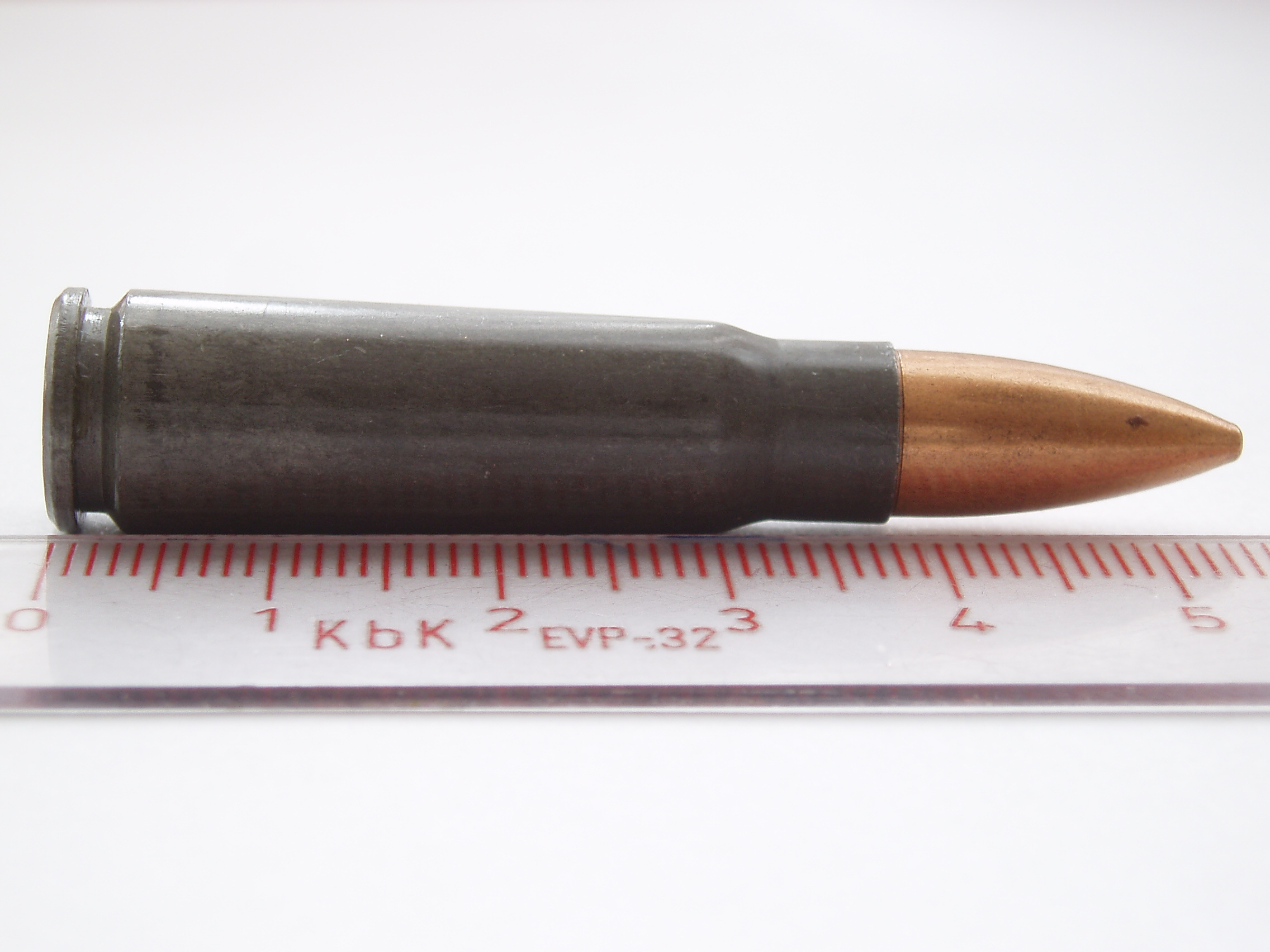
M43子彈。

右圖中俄羅斯的M43子彈是一種廣泛使用的子彈，雖然其彈頭設計可以歸類為全金屬被甲彈，卻也包含全金屬被甲空尖彈的結構，亦即大部份的兵工廠會很有技巧的將鉛汁倒入銅質外殼內一直到灌滿為止；M43子彈的彈頭內部前端卻留有一中空的空間。這樣的好處在於保持彈頭的初速與有效射程，並且在擊中目標後加速彈頭前端變形的速度與程度，使其於人體內產生的滾轉範圍變淺而廣又不可預期，加速人體內出血與肌肉撕裂的範圍與效果。

## 空尖彈的其他種類
- 圓頭型（blunt-nosed）彈頭，通常以鉛錫合金材質製成，較適合狩獵。
- 平軟頭型（flat-nosed softpoint）擴張型彈頭的前方有一聚合物材質充作塞蓋，略減少風阻增加射程。
- 圓軟頭型（round-nosed softpoint）擴張型彈頭，多半使用於狩獵方面。
- 異質彈尖型（tipped）擴張型彈頭，這種彈頭於前面兩款彈頭一樣，彈尖都有填塞物質，除了降低風阻增加射程之外，重點都在於增加彈頭擴張的效率與範圍；擴張型彈頭不一定每一次都會「擴張」，有的時候只會變形甚至破裂不均。為了加強改善擴張的成果，彈頭前方的填充物其實不是為了單純降低風阻，而是成為一個讓彈頭進行擴張的「砧板」。而異質擴張彈頭就是以硬度高的填充物材質充任協助擴張的基準。這個說起來有些像是「反向的開花」；普通開花是花瓣徐徐張開將花蕊露出供授粉，異質擴張彈頭的高硬度填充材質就是那個「花蕊」，但是與真正的花蕊相反的是花蕊都是向外突凸，而高硬度填充材質卻是努力向後擠入，擠的越深彈頭就擴張的越大，最後整個彈頭就會呈現均勻的擴張，並且類似花開的外貌。

## 威力
擴張型彈頭擊中部分所形成的撕裂傷面積與彈頭口徑成高倍比，造成醫療處理與救治困難。因為往往傷口還有碎裂大小不一的彈頭碎片滲入肌肉，如果不取出會導致感染敗血症或其他嚴重發炎感染，但是取出彈頭碎片往往耗費醫師極大心力。加上取出彈頭又不是唯一考量，因擊中的部位必須進行止血，而普通壓覆式止血可能將彈頭碎屑包裹，甚至推入深層組織，提高其他組織受傷或感染風險，增加其他感染發炎的機率。再者，如果受害者遭到不只一發擴張型彈頭擊中，往往會因為大量持續出血或其他後續感染而死亡，造成對於週遭人員的嚴重心理影響。

## 影響

### 禁用
由於受害者的死亡過程緩慢，加上必須承受過多生理上的痛苦與心理上的巨大恐慌，不合人道，因此在1899年海牙公約《禁用入身變形槍彈的聲明》的規定中，目前各國軍隊都不得使用該類型彈頭。其宣言如下：
『締約國同意放棄使用容易在人體中擴張或扁平的彈頭，例如像是外面堅硬的被甲層沒有完全包住彈體、或是有割痕的彈頭。 』
（The Contracting Parties agree to abstain from the use of bullets which expand or flatten easily in the human body, such as bullets with a hard envelope which does not entirely cover the core, or is pierced with incisions.）
至於民間狩獵因為要求獵物中彈後迅速大量出血以降低獵物受傷逃逸能力，因此開放使用此型彈頭。實際上如果是為了收集毛皮而進行的狩獵並不會採用擴張型彈頭，因為擴張型彈頭會導致嚴重的傷口並且擴大傷口面積，會造成毛皮毫無交易價值。